# منتخب مالي لكرة السلة للسيدات
منتخب مالي الوطني لكرة السلة للسيدات (بالفرنسية: Équipe du Mali féminine de basket-ball) هو ممثل مالي الرسمي في المنافسات الدولية في كرة السلة للسيدات.